# Atlantic Re
 (septembre 2011).
Si vous disposez d'ouvrages ou d'articles de référence ou si vous connaissez des sites web de qualité traitant du thème abordé ici, merci de compléter l'article en donnant les références utiles à sa vérifiabilité et en les liant à la section « Notes et références ».
Atlantic Re (anciennement la Société centrale de réassurance) a été créée en 1960 par convention entre l’État marocain et la Caisse de dépôt et de gestion (CDG), modifiée et renouvelée le 28 novembre 2000.
Atlantic Re est la première compagnie de réassurance du marché marocain, avec plus de 70 % de part de marché.
Atlantic Re offre des couvertures en réassurance pour l'ensemble des risques (toutes les branches IARD, Vie, aviation, maritime, etc.).
Atlantic Re pratique en plus de la gestion de la cession légale qui représente 60 % de son portefeuille global, des opérations purement conventionnelles, dont 21 % sont constituées d’affaires étrangères.